# 体内受精
体内受精（たいないじゅせい）とは、生物において卵が親の体内から放出されず、雌の体内で受精が行われる方法のことである。大抵の場合、その前に雌の体内に精子を送り込むので、雌雄間で配偶行動が行われる。生殖医療における体内受精については該当の項目を参照のこと。

## 概観
動物の生殖細胞は体の内部にある生殖巣に形成されるので、いずれは体外に放出されなければならないが、精子だけが体外に出され、雌の体内の卵細胞に到達し、そこで受精が行われるのが体内受精である。受精の後、卵は一定の発生段階に達した後に体外に出る。中には精子が卵に到達した後、そのままで体外に放出され、受精は体外で、という例もある。
普通は雌の体内に精子を送り込むための行動や構造が発達する必要があるので、体外受精に比べて高度なものと見られがちであるが、実際には非常に広範囲の分類群に見られる。また、そのための構造もさまざまなものがある。普通はそのために雌雄が体を寄せ合い、性器を接触させる。これを交接、より接触の深い場合を交尾ということもあるが、このあたりの用語は必ずしも整理されていない。
なお、動物以外の生物にも適用してはいけない訳ではないが、普通は動物にのみ使われる。植物や藻類、菌類でも卵細胞がある場合、それが放出される例、内部に収まって受精する例などあるが、普通は体内受精とは言わない。一つには、それらは内部というよりは表面にあり、また多くの非動物では内部というものがそもそもほとんど存在しないというのも理由であろう。ちなみに、シダ植物、コケ植物を含む陸上植物では卵細胞は造卵器から出ず、精子が侵入して受精が行われる。これはこの系統の特徴の一つとされる。

### 分類群
体内受精が見られる分類群は実に幅広く、各群においてもその中で両者が入り交じっている例もある。以下に示すのは、その群の大部分が体内受精であるものである。それ以外にも体内受精のものはあり、示したものの中にも体外受精をするものはある。ちなみに有性生殖が詳しく知られていない群やしないらしい群もある。
- 扁形動物
- 顎口動物
- 輪形動物（ワムシ目）
- 腹毛動物（帯虫目）
- 線形動物
- 鉤頭動物
- 環形動物（ヒル綱・貧毛綱）
- 有輪動物
- 毛顎動物
- 軟体動物（腹溝類・腹足類・頭足類）
- 有爪動物
- 節足動物
- 脊索動物
  - 魚類（軟骨魚類）
  - 両生類（有尾目・無足目）
  - 爬虫類
  - 鳥類
  - 哺乳類

## 具体的方法
具体的に、どのような構造や行動をもってそれを行うかを見た場合、非常にさまざまな例がある。
- 何もなし:海綿動物や刺胞動物では精子が雄の体外に放出されると、それが勝手に雌の内部に入り、受精が行われる例がある。苔虫類や淡水の二枚貝にも例がある。箒虫動物も雄が放出した精子塊を雌が取り込んで受精が行われる。この型のものは雌の体内で受精するのではあるが、体内受精扱いされないことも多い。

- 精包を受け渡す例:精子の入ったカプセルのようなものを雄が体外に出し、それを雌が取り込むやり方である。昆虫のトビムシ類では雄があちこちに精包をばらまくようにして雌が適宜それを拾う、というものから、雌雄でペアを作って雄が精包へ雌を誘導するものまである。他にサソリなどのクモ綱や軟体動物の頭足類などが有名である。毛顎動物もこれに近い。

- - 精包を取り込ませない方法もある。雄が精包を雌の体表に張り付けると、精子が皮膚から侵入して卵に到達する、という方法で、渦虫綱多岐腸類や吸口虫類、カギムシ、ヒル類などに見られる。

- 生殖孔を接触させ、精子を受け渡すもの:ニワトリなどでは肛門を接触させて精子を受け渡すことが知られる。

- 雄性器を挿入して精子を注入するもの:雄の生殖孔付近の構造が変化して突起となり、それを雌の体に挿入して精子を注入するものは、非常に広く見られる。軟骨魚類では、尻びれがそのような役割を果たしている。しかし、特にはっきりした器官の由来が明らかでない限りは、そのような突起は陰茎(penis)と言われる。その内部を精子が通過しない場合には交尾針などと呼ばれる例もある。普通はこれを雌の生殖穴へ挿入するので、生殖孔のその部分を膣という。

このような構造をもつのは以下のような分類群に見られる。扁形動物（渦虫綱・吸虫綱）・顎口動物・輪形動物（ワムシ類）・腹毛動物（帯虫綱）・線形動物・動分動物・軟体動物（腹足類）・環形動物（ヒル類・ミミズ類）・節足動物（甲殻類・昆虫類等）・脊椎動物（軟骨魚類・は虫類・哺乳類）
- - 雄の陰茎は存在するが、膣はないものもある。たとえばナンキンムシの場合、雄は雌の腹部の皮膚を突き破って内部に精子を注入し、精子はそのまま体内を移動して受精に至る。

- 雄の生殖孔以外の部分に精子注入のための構造を作る例もある。たとえばトンボでは腹部先端腹面にそれがあり、交尾器と呼ばれる。生殖孔は腹部後端にある。雄のトンボはあらかじめ生殖孔からその部分へ精子を注入しておき、その後雌を確保すると、腹部末端のハサミ状の構造で雌の頭部後方を保持する。雌はその状態で腹部末端を雄の交尾器に向けてに曲げ、精子を受け取る。クモでは触肢に同様の構造がある。これらは、精包を雄が自分の体表に置き、雌に取らせたことに端を発して発達したとの説がある。

- 逆に雄の生殖孔が雌のそれを包むものもある。鉤頭動物の雄では、交接嚢が外に広がり、これが雌の生殖孔を覆って、精子を射出する。

### 配偶行動
体内受精においては交尾や精包受け渡しにおいて一定の配偶行動が見られるのが普通である。下等なものでは機械的に見えるが、高等なものでは、多くの場合、雄が雌の前で求愛行動を行い、雌がそれに対する受け入れの反応を示すことで、具体的な精子の受け渡しに進む。これには、雌の側の成熟状態や受け入れ態勢の確認と、雌による雄の選択の意味があると考えられる。後者がいわゆる性淘汰の原因である。

### 生殖器の構造
体内受精をする動物では、卵巣や精巣、それらを運ぶ輸卵管や輸精管のほかに、貯精嚢や受精嚢といった器官が発達する例が多い。貯精子嚢は雄にあって雌に受け渡すまで精子を蓄えるもの、受精嚢は雌性生殖器にあり、受精までそこに精子を蓄える役割をする。陰茎を持つものの場合、普段からそれが外部に露出するものはあるが多くない。大抵の場合、不要な時は体内に収納されており、その収納される部分を陰茎嚢と言う。

### 外性器と分類
交尾や交接の行われる動物においては、直接にそのための器官である陰茎や膣、およびその周辺の関連する構造をまとめて外性器、あるいは単に性器とも言う。交尾器、交接器という用語も使われる。
雄性と雌性の外性器は、言わば鍵と鍵穴の関係にあるから、これがうまくかみ合わなければ生殖は行われない。したがって、この部分の構造の差は、生殖隔離における優れた障壁になり得る。特に、節足動物のように外骨格の発達した動物では、性器の表面も硬いので、なお一層重要である。また、この部分の構造は、生殖以外の意味においては自然選択とかわわらない形質である。そのような観点から、性器の構造は種の分類において重要な特徴とされる。

## 由来
体内受精は、生殖器も複雑であるし、その意味でも高度な進化の結果と考えられがちである。しかし実際には上記のようにひどく広範囲の動物群に見られる。それらを見ると、交尾器の形はさまざまで、必ずしも相同なものではないようである。たとえば軟骨魚類のそれは尻びれの変形であるが、対鰭は無顎類より後に発達したものであるから、その体内受精の仕組みはそれ以降に発達したものであるはずである。つまり、多くの分類群でそれぞれ独自に出現したものと考えられる。また、体外受精を行う群の中にも例えば魚類ではグッピーなどの卵胎生魚など、散発的に体内受精化するものが見られる。

### 陸上生活との関連
体内受精は、一般の事典などでは陸上動物の特徴とされている。精子は水中でしか移動できないから、陸での受精は体内受精しかないのは確かで、恐らく陸上生活への進化の過程で、体外受精から体内受精へと進化したものが多々あったであろう。例えば昆虫のトビムシや、クモ綱各目における精包受け渡しのあり方などにそれがうかがえる。これらは陸上に進出した分類群の中でも歴史が古いことが知られている。
鋏角類では現在も水中生活であるカブトガニ類が体外受精で、雌の背後からしがみついた雄が、雌の産卵に合わせて放精する。陸上生活のクモ綱ではサソリを始め多くの目では雌雄がペアを組み、雄が地表に精包を置き、雌をそこに誘導して拾わせる。クモ目では雄の触肢に交接器が発達し、これに精子を貯めて雌の性器に挿入する。ザトウムシ目では真正の交尾が行われる。
しかし他方、水中生活の中で体内受精を行っているものも実は多数ある。甲殻類の場合、陸上進出も行っているが、水中生活のものもしっかり体内受精である。特に脊椎動物では魚類と両生類は体外受精、爬虫類、鳥類、哺乳類は体内受精ということもあり、陸上生活への適応と見なされやすい。しかし、軟骨魚類は体内受精である。また、両生類の場合、体外受精なのは実はカエル類のみであり、有尾類の大部分と無尾類は体内受精である。したがって、さまざまな動物群における体内受精を単純に陸上生活への適応と考えるのは誤りであろう。

### 適応的意味
体内受精の利点として考えられるものには、まず精子の量の節約が上げられる。精子は卵より小さいから、はるかに多数を生産できるが、原理的には卵一個に対して一個あれば受精できるし、現実的にはその数百倍もあれば十分である。しかし、実際には体外受精では卵が水中に散らばる体積一杯に広がるには、さらに多くを放出しなければならない。しかし、体内受精であれば卵が散らばらないから、精子は最低限の必要量だけで済む。これは、少なくとも雄のエネルギー消費の観点からは有利である。
もう一つ、雄にとって子供が確かに自分の子であることを保証できる面もある。体外受精ではこれは容易でなく、多数がまとまって行う場合は論外としても、ペアを作って身を寄せ合った場合でも、卵は開かれた空間で受精するから、他者の精子が入り込む可能性がある。それをねらった行動として、ストリーキングやスニーキングという行動がある。それに対して体内受精では雌体内に精子を送り込むのにそれなりの手順が必要だから、知らないままに他者の侵入を許すという風にはならない。
ただし雌が複数の個体と交尾すればこの限りではない。それで、そのようなことを防ぐ方法を進化させているものもある。たとえばトンボにおいては多くの種が交接の後、産卵に至るまで雄が雌を確保し続ける。言わば浮気防止策であるが、類似の行動は多くの動物で見られる。さらにある種のチョウでは、交尾後に雄が分泌物で雌の生殖孔を交尾不能な状態にする。往々にしてこれは貞操帯と言われる。鉤頭動物でも同様な現象が知られている。
また、親による子の保護の形として、親が卵を体内で保育する例（胎生や卵胎生など）があるが、この場合にも多くの場合に体内受精が行われる。ただし、一旦は体外受精した後に、改めて体内に取り込む例もあり（コモリガエルなど）、必ずしも体内受精が必須ではない。

### その他
左右相称動物で最も下等なものと見なされている扁形動物は、その内臓器官は単純であるのに、体内受精が発達しており、よく発達した性器が見られる。無腸類など、ろくに内臓もないのに、生殖器はしっかりあるから不思議である。このような点に疑問を持つ向きもある。たとえば無腸類が最初の多細胞動物であるとする説（繊毛虫類起源説）があるが、この説では繊毛虫様の単細胞多核の生物がその起源であったとする。繊毛虫の接合は独特で、隣接した細胞間で、それぞれの細胞で減数分裂によって形成された核を互いに交換する。それを雌雄同体の動物が互いに精子の交換をするのと等価と見なし、繊毛虫が多核化した際に、これが体内受精の形になったとする。つまり、当初から体内受精であったから、その器官が発達していると考えるのである。ただし、この説の基礎である繊毛虫と後生動物との類縁性が現在では認められていない。また、シュテンプケは渦虫綱のもの、少なくとも三岐腸類が脊椎動物（哺乳類鼻行目の地鼻類）に由来するとの考えを示唆している（ただし創作である）。